# Martin Pasetta
Martin Pasetta (16.06.1932 – 21.05.2015) est un réalisateur et producteur américain de télévision.

## Filmographie

### comme réalisateur
- 1985 : Catch Phrase (série télévisée)
- 1987 : Trial by Jury (série télévisée)
- 1988 : The 2nd Annual American Comedy Awards (TV)
- 1991 : The Montel Williams Show (pilote série télévisée)
- 1992 : Melrose Place ("Melrose Place") (feuilleton TV)
- 1994 : Models Inc. ("Models Inc.") (feuilleton TV)
- 1994 : Les Anges gardiens ("Robin's Hoods") (série télévisée)
- 1994 : Heaven Help Us (série télévisée)
- 1996 : Judge Judy (pilote série télévisée)
- 1996 : Mike Land, détective ("Land's End") (série télévisée)
- 1997 : Beyond Belief: Fact or Fiction (série télévisée)
- 1997 : Fame L.A. ("Fame L.A.") (série télévisée)

### comme producteur
- 2002 : The 74th Annual Academy Awards (TV)
- 2007 : Juste une fois !